# Parc Beyrouth
Le parc Beyrouth est un parc algérois situé dans le quartier de Télemly à Alger-Centre. Le parc abrite le musée de l'Enfant depuis 1965. 

## Accès
Le site est desservi à proximité par la ligne 1 du métro d'Alger à la station Khelifa Boukhalfa.
Il est desservi par les lignes de bus de l'ETUSA : 15.